# Autorretrato con un amigo
El Autorretrato con un amigo (también conocido como Doble Retrato) es una obra del artista italiano del Alto Renacimiento, Rafael Sanzio. Se data en los años 1518-1520, y se encuentra hoy en el Museo del Louvre en Paris, Francia. Si la figura de la izquierda es en realidad un autorretrato de Rafael es incierto, aunque ya se identificó como tal en un impreso del siglo XVI.
La identidad del hombre ante Rafael es desconocida. Tradicionalmente era identificado como su maestro de esgrima, por la empuñadura de la espada. Los historiadores modernos lo consideran un amigo cercano, o posiblemente uno de los alumnos del pintor, tal vez Polidoro de Caravaggio o Giulio Romano. Otra posibilidad es Giovanni Battista Branconio, para quien Rafael había diseñado un palacio en el Borgo de Roma, el palacio Branconio, hoy desaparecido. Otras personas mencionadas fueron Pietro Aretino, Baldassare Peruzzi y Antonio da Sangallo el Joven, así como otros pintores como Pontormo o Pordenone, pero estas hipótesis han sido descartadas por su nulo parecido con otros retratos de tales personas.
La pintura fue propiedad de Francisco I de Francia, y en el pasado, llegó a ser asignada a otros autores, como Sebastiano del Piombo.